# 12 février 2011
Le samedi 12 février 2011 est le 43e jour de l'année 2011.

## Décès
- Abdoul Aziz Ndaw (né le 31 mai 1922), homme politique sénégalais
- Betty Garrett (née le 23 mai 1919), actrice américaine
- Carlos de la Mota (né le 13 août 1924), sculpteur et peintre argentin
- Daniel Thentz (né le 10 juillet 1964), trompettiste et programmateur musical vaudois
- Edson Bispo dos Santos (né le 27 mai 1935), joueur et entraîneur brésilien de basket-ball
- Fedor den Hertog (né le 20 avril 1946), coureur cycliste néerlandais (1946-2011)
- Gérard Castello-Lopes (né le 6 août 1925), photographe portugais
- Gino Cimoli (né le 18 décembre 1929), joueur de base-ball américain
- Hans Leygraf (né le 7 septembre 1920), pianiste, compositeur et chef d'orchestre suédois
- Ivan Fiodorov (né le 23 février 1914), aviateur
- John Monson (né le 3 mai 1932), politicien britannique, 11e baron Monson
- Kenneth Mars (né le 4 avril 1935), acteur américain
- Marcelle Dambremont (née en 1919), comédienne et metteuse en scène belge
- Mato Damjanović (né le 23 mars 1927), joueur d'échecs croate
- Peter Alexander (né le 30 juin 1926), chanteur et acteur autrichien

## Événements
- Sortie du film allemand Almanya - Bienvenue en Allemagne
- Inauguration du Bayamón Soccer Complex
- Début du championnat des Fidji de football 2011
- Début de la série télévisée Le Sang de la vigne
- Début de la série télévisée Les Mystères de l'amour
- Début de Ligue des champions de l'AFC 2011
- Fondation du parti Novö au Brésil
- Début de la saison 8 de Mes parrains sont magiques